# Esmeralda Ugalde
Nelva Esmeralda Ugalde González (Río Verde, San Luis Potosí, 27 de octubre de 1991), más conocida como Esmeralda Ugalde, es una presentadora, actriz y cantante mexicana. Se dio a conocer en el año 2010 como integrante del reality show musical mexicano La Academia de TV Azteca donde obtuvo el primer lugar absoluto de la competencia.

## Biografía
Nelva Esmeralda Ugalde, La Joya de San Luis, nació el 27 de octubre de 1991 en Río Verde, San Luis Potosí. Su mayor inspiración fue su media hermana Ana Bárbara, hija de parte de su padre Don Antero.
En 2007 Interpretando “Al Estilo San Luis”, inició la promoción de su primer sencillo "Por ti” de su disco Por ti que contienen canciones como Y es por eso, La única que te Entiende, Será amor, Como Duele, De aquí a la eternidad, entre otras. Esmeralda también ha alternado con agrupaciones importantes como Ramón Ayala y sus Bravos del Norte, así como "La Arrolladora Banda El Limón" de René Camacho y "Explosión Norteña".

### La Academia Bicentenario
En 2010 Esmeralda Ugalde decide hacer el casting para el reality show musical llamado La Academia edición Bicentenario, producido por TV Azteca, considerado el más importante y de mayor audiencia del país, donde convivió por espacio de 3 meses y medio, lo que estuvo totalmente aislada junto con muchos otros jóvenes en busca de darse a conocer y mostrar su talento tras 15 conciertos. Logró convertirse en una de las consentidas del público y llegando a la gran final y resultando la gran ganadora absoluta de este reality el 19 de diciembre, obtuvo como premio 1 millón de pesos, una franquicia de tacos llamada "El Tizón" y varios premios otorgados por los patrocinadores. 
En este interpretó temas musicales como Bandido, Aires del mayab y Lo busqué de su hermana Ana Bárbara. 

### Después de La Academia
Una vez concluida su participación en La Academia, decidió ingresar a la escuela de formación artística de TV Azteca también conocida como el CEFAT, donde han egresado grandes actores de la talla de Bárbara Mori, Erik Hayser, Paola Núñez o Ana Serradilla.
En 2012 participó en la telenovela La otra cara del alma, protagonizada por Gabriela Spanic.
En 2014 participó en la producción de TV Azteca Siempre tuya Acapulco en el papel de Vanessa.
El 11 de marzo de 2016 anunció su cambio a la cadena Televisa a través de su cuenta de Twitter.
Gracias a su talento y al triunfo obtenido ha tenido la oportunidad de presentarse en eventos importantes como haberse presentado junto a Espinoza Paz en el Auditorio Nacional, en el tour musical Vive grupero. Participó en la gira de la Caravana Azteca, junto a Johnny Sigal, Paolo Ragone (Ganador internacional de "La Academia Bicentenario"), Tobby´s, las G6 y varios artistas más. Ha sido imagen de diseñadores y marcas reconocidas.
En 2017 es invitada para conducir el programa musical de TV Azteca llamado Corazón grupero junto a las también exparticipantes de La Academia Cynthia Rodríguez y Alex Garza, junto a Rafael Mercadante.
A inicios de 2023 Esmeralda Ugalde ingresa como conductora al matutino Venga la alegría en su edición fines de semana.

## Discografía
Álbum de Estudio
- 2017: Por ti
- 2022: Amor Prohibido

EP
- 2017: Te quiero

Sencillo
- 2022: Somos los que somos
- 2021: Only you (Sólo tú)

### Colaboración discográfica
- 2014: Navidad con La Esperanza Azteca (Los Peces en el Río ft. Orquesta Sinfónica Esperanza Azteca)
- 2015: Caminos de Guanajuato y Éxitos de Telenovela (Quererte Así ft. Erik Sandoval)

## Vida privada
Desde su participación en La Academia Bicentenario se originó el romance entre Esmeralda y Johnny Sigal, motivo por el que siguieron años posteriores.

## Filmografía

### Televisión
- Todo contigo (2002) - Actriz Ana Bárbara (niña)
- La Academia Bicentenario (2010) - Participante Ganadora
- La otra cara del alma (2012-2013) - Actriz Remedios
- Lo que callamos las mujeres (2013) - Actriz "Manuelita"
- Siempre tuya Acapulco (2014) - Actriz Vanessa
- Amor a ciegas (2014) - Actriz Carolina
- Lo que callamos las mujeres (2015) - Actriz Karla
- Como dice el dicho (2017) - Actriz Andrea
- Falsificados (2017) - Actriz Betina
- Como dice el dicho (2017) - Actriz Luisa - Elisa / Teresa
- Corazón grupero - Conductora (2017-2022)
- Club de Eva - Conductora (2018)
- Tres milagros (2018) - Conductora
- Este es mi estilo (2019) - Juez Invitada
- Exatlón México (2019) - Participante
- Premios de la radio (2021) - Presentadora
- Todos a bailar (2021) - Participante Invitada
- Venga la alegría fin de semana - Conductora (2023-presente)
- El grito de México, Fiesta Azteca - Conductora (2023)
- Lo que callamos las mujeres (2023)
- La rueda de la suerte (2024) - Invitada
- Tentados por la fortuna (2024) - Participante[8][9]
- La Academia (2024) - Copresentadora[10]

### Teatro
- 2015: Adelante Corazón - Corazón, protagonista
- 2015: Ojos Azules - Teresa, protagonista
- 2015: HappyLand - Magda, protagonista
- 2016: Enamorados anónimos - Luisa
- 2016: Juego de amor - Ana